# Confrontos da competição de equipes mistas do judô nos Jogos Olímpicos de Verão da Juventude de 2010
Estes são os confrontos da competição das equipes mistas do judô nos Jogos Olímpicos de Verão da Juventude de 2010. O evento foi realizado em 25 de agosto no Centro Internacional de Convenções, em Cingapura. Participaram 92 judocas dividos em doze equipes com sete ou oito integrantes (homens e mulheres). Os nomes das equipes homenageavam grandes cidades do mundo.

## Preliminares
| 25 de agosto 12:00 (UTC+8) Relatório | Munique | 3 – 4                                            | Essen | Árbitro(s): EGY Rashwan, CHN Wang e KOR Jeon |
| 25 de agosto 12:00 (UTC+8) Relatório | BLR Vita Valnova 001 LTU Kestutis Vitkauskas 101 PRK Un Ju Ri 000 GEO Beka Tugushi 001 AZE Jalil Jalilov 001 LIB Caren Chammas 000 ISR Yakov Mamistavalov 000 | Luta 1 Luta 2 Luta 3 Luta 4 Luta 5 Luta 6 Luta 7 | 000 PER Lesly Cano 000 ESP Pedro Rivadulla 100 SVK Andrea Krisandova 000 KAZ Kairat Agibayev 100 COD Daryl L. Ngambomo 100 JPN Miku Tashiro 100 CUB Alex Garcia Mendoza | Árbitro(s): EGY Rashwan, CHN Wang e KOR Jeon |

| 25 de agosto 12:00 (UTC+8) Relatório | Paris | 3 – 5                                                   | Tóquio | Árbitro(s): SIN Chow, ROU Babiuc e JPN Amano |
| 25 de agosto 12:00 (UTC+8) Relatório | HUN Barbara Batizi 000 LIE Patrick Marxer 000 POL Maja Rasinska 100 IRI Farshid Ghasemi Asl 110 CMR Sophina Arrey 000 RUS Khasan Khalmurzaev 001 ALG Sana Khelifi 000 MEX Fernando Vanoye 000 | Luta 1 Luta 2 Luta 3 Luta 4 Luta 5 Luta 6 Luta 7 Luta 8 | 100 KOR Seul Bi Bae 012 ITA Fabio Basile 000 MRI Gaelle Nemorin 000 AND P. Ferreira Martins 100 ISR Rotem Shor 000 HON Kevin Fernandez 020 UKR Kseniya Darchuk 011 TUR Batuhan Efemgil | Árbitro(s): SIN Chow, ROU Babiuc e JPN Amano |

| 25 de agosto 12:45 (UTC+8) Relatório | Cairo | 5 – 2                                            | Birmingham | Árbitro(s): POR Carvalho, RUS Vostrikov e SLO Ocko |
| 25 de agosto 12:45 (UTC+8) Relatório | UZB M. Muminkhujaev 100 AUT Christine Huck 020 ROU Ioan Visan 000 CRC Andrea Guillen 020 BIH Eldin Omerovic 100 CRO Barbara Matic 011 VEN Pedro Pineda 000 | Luta 1 Luta 2 Luta 3 Luta 4 Luta 5 Luta 6 Luta 7 | 000 COM Fahariya Takhidine 001 CAN Ecaterina Guica 002 PRK Song Chol Hyon 000 BOT Neo Kapeko 000 SIN Chin Jie Lim 000 BAR Kadijah Maxwell 100 HUN Krisztian Toth | Árbitro(s): POR Carvalho, RUS Vostrikov e SLO Ocko |

| 25 de agosto 12:45 (UTC+8) Relatório | Barcelona | 3 – 5                                                   | Osaka | Árbitro(s): COL Aldana, NZL Browne e TUN Hassine |
| 25 de agosto 12:45 (UTC+8) Relatório | FRA Julia Rosso-Richetto 002 IND Subash Yadav 001 TPE Yu-Chun Wu 100 USA Maxamillian Schneider 000 EST Natalia Rak 000 AUT Michael Greiter 000 UZB Gulzona Matniyazova 100 KGZ Bolot Toktogonov 010 | Luta 1 Luta 2 Luta 3 Luta 4 Luta 5 Luta 6 Luta 7 Luta 8 | 000 CAM Sothea Sam 021 YEM Abdulrahman Anter 001 SIN Jin Fang Tang 100 ARU Brandon Arends 100 LTU Laura Naginskaite 101 GRE Alexios Ntanatsidis 000 GER Natalia Kubin 100 ARG Bruno Abel Villalba | Árbitro(s): COL Aldana, NZL Browne e TUN Hassine |

## Quartas-de-final
| 25 de agosto 13:30 (UTC+8) Relatório | Chiba | 2 – 5                                            | Essen | Árbitro(s): CHN Wang, USA Fukuda e EGY Rashwan |
| 25 de agosto 13:30 (UTC+8) Relatório | HAI Dielourdes Jpseph 020 FIJ Diau Bauro 000 ROM Alexandra Pop 020 DEN Phuc Cai 000 GEO Sophio Beridze 000 MNE Rijad Dedeic 000 JPN Ryosuke Igarashi 000 | Luta 1 Luta 2 Luta 3 Luta 4 Luta 5 Luta 6 Luta 7 | 000 PER Lesly Cano 100 ESP Pedro Rivadulla 000 SVK Andrea Krisandova 010 KAZ Kairat Agibayev 101 JPN Miku Tashiro 100 COD Daryl L. Ngambomo 001 CUB Alex Garcia Mendoza | Árbitro(s): CHN Wang, USA Fukuda e EGY Rashwan |

| 25 de agosto 13:30 (UTC+8) Relatório | Tóquio | 4 – 4                                                   | Nova York | Árbitro(s): JPN Amano, ROU Babiuc e SIN Chow |
| 25 de agosto 13:30 (UTC+8) Relatório | KOR Seul Bi Bae 100 ITA Fabio Basile 000 MRI Gaelle Nemorin 100 AND P. Ferreira Martins 000 ISR Rotem Shor 010 HON Kevin Fernandez 000 UKR Kseniya Darchuk 100 TUR Batuhan Efemgil 000 | Luta 1 Luta 2 Luta 3 Luta 4 Luta 5 Luta 6 Luta 7 Luta 8 | 000 USA Katelyn Bouyssou 001 UKR Dmytro Atanov 000 ALB Julanda Bacaj 100 BRA Matheus Machado 001 TUR Dilara Incedayi 100 MDA Ghenadie Pretivatii 000 BIH Milica Savic 001 SRB Mateja Glusac | Árbitro(s): JPN Amano, ROU Babiuc e SIN Chow |

| 25 de agosto 14:15 (UTC+8) Relatório | Hamilton | 4 – 4                                                   | Cairo | Árbitro(s): POR Carvalho, RUS Vostrikov e SLO Ocko |
| 25 de agosto 14:15 (UTC+8) Relatório | BAH Cynthia Rahming 010 SMR Paolo Persoglia 000 ITA Odette Giuffrida 101 ARM Davit Ghazaryan 000 HAI Wildjie Vertus 001 KOR Jae Hyung Lee 110 SRB Una Svetlana Tuba 101 LBA Anis Shalabi 000 | Luta 1 Luta 2 Luta 3 Luta 4 Luta 5 Luta 6 Luta 7 Luta 8 | 004 IND Neha Thakur 100 UZB M. Muminkhujaev 000 AUT Christine Huck 101 ROU Ioan Visan 000 CRC Andrea Guillen 000 BIH Eldin Omerovic 101 CRO Barbara Matic 001 VEN Pedro Pineda | Árbitro(s): POR Carvalho, RUS Vostrikov e SLO Ocko |

| 25 de agosto 14:15 (UTC+8) Relatório | Osaka | 4 – 4                                                   | Belgrado | Árbitro(s): COL Aldana, JPN Amano e TUN Hassine |
| 25 de agosto 14:15 (UTC+8) Relatório | CAM Sothea Sam 000 YEM Abdulrahman Anter 002 SIN Jin Fang Tang 000 ARU Brandon Arends 000 LTU Laura Naginskaite 021 GRE Alexios Ntanatsidis 100 GER Natalia Kubin 001 ARG Bruno Abel Villalba 000 | Luta 1 Luta 2 Luta 3 Luta 4 Luta 5 Luta 6 Luta 7 Luta 8 | 101 RUS Anna Dmitrieva 001 MLT Jeremy Saywell 100 TKM Jennet Geldybayeva 022 SEN Babacar Cisse 000 NZL Haley Baxter 000 MGL Dulguun Otgonbayar 000 BEL Lola Mansour 100 GER Marius Piepke | Árbitro(s): COL Aldana, JPN Amano e TUN Hassine |

## Semifinais
| 25 de agosto 18:00 (UTC+8) Relatório | Essen | 5 – 2                                            | Cairo | Árbitro(s): POR Carvalho, NZL Browne e KOR Jeon |
| 25 de agosto 18:00 (UTC+8) Relatório | PER Lesly Cano 000 ESP Pedro Rivadulla 100 SVK Andrea Krisandova 000 KAZ Kairat Agibayev 102 JPN Miku Tashiro 101 COD Daryl L. Ngambomo 101 CUB Alex Garcia Mendoza 101 | Luta 1 Luta 2 Luta 3 Luta 4 Luta 5 Luta 6 Luta 7 | 102 IND Neha Thakur 001 UZB M. Muminkhujaev 001 AUT Christine Huck 010 ROU Ioan Visan 000 CRC Andrea Guillen 000 BIH Eldin Omerovic 000 VEN Pedro Pineda | Árbitro(s): POR Carvalho, NZL Browne e KOR Jeon |

| 25 de agosto 18:00 (UTC+8) Relatório | Tóquio | 3 – 5                                                   | Belgrado | Árbitro(s): ROU Babiuc, COL Aldana e EGY Rashwan |
| 25 de agosto 18:00 (UTC+8) Relatório | KOR Seul Bi Bae 000 ITA Fabio Basile 100 MRI Gaelle Nemorin 000 AND P. Ferreira Martins 000 ISR Rotem Shor 100 HON Kevin Fernandez 000 UKR Kseniya Darchuk 000 TUR Batuhan Efemgil 001 | Luta 1 Luta 2 Luta 3 Luta 4 Luta 5 Luta 6 Luta 7 Luta 8 | 100 RUS Anna Dmitrieva 000 MLT Jeremy Saywell 100 TKM Jennet Geldybayeva 100 SEN Babacar Cisse 000 NZL Haley Baxter 100 MGL Dulguun Otgonbayar 100 BEL Lola Mansour 000 GER Marius Piepke | Árbitro(s): ROU Babiuc, COL Aldana e EGY Rashwan |

## Final
| 25 de agosto 18:30 (UTC+8) Relatório | Essen | 6 – 1                                            | Belgrado | Árbitro(s): RUS Vostrikov, SLO Ocko e JPN Amano |
| 25 de agosto 18:30 (UTC+8) Relatório | PER Lesly Cano 000 ESP Pedro Rivadulla 010 SVK Andrea Krisandova 100 KAZ Kairat Agibayev 011 JPN Miku Tashiro 020 COD Daryl L. Ngambomo 100 CUB Alex Garcia Mendoza 001 | Luta 1 Luta 2 Luta 3 Luta 4 Luta 5 Luta 6 Luta 7 | 102 RUS Anna Dmitrieva 001 MLT Jeremy Saywell 000 TKM Jennet Geldybayeva 000 SEN Babacar Cisse 000 NZL Haley Baxter 000 MGL Dulguun Otgonbayar 000 GER Marius Piepke | Árbitro(s): RUS Vostrikov, SLO Ocko e JPN Amano |